# آرنه بيرغرين
آرنه بيرغرين (بالنرويجية البوكمول: Arne Berggren)‏ هو كاتب أغاني وكاتب وكاتب للأطفال وموسيقي نرويجي، ولد في 26 أكتوبر 1960 في أوسلو في النرويج.

## وصلات خارجية
- آرنه بيرغرين على موقع IMDb (الإنجليزية)
- آرنه بيرغرين على موقع ميوزك برينز (الإنجليزية)
- آرنه بيرغرين على موقع ديسكوغز (الإنجليزية)
- آرنه بيرغرين على موقع قاعدة بيانات الفيلم (الإنجليزية)